# Деятельность литовских повстанцев в Беларуси
Деятельность литовских повстанцев в Белоруссии — вооружённая борьба сторонников восстановления независимости Первой Литовской Республики («лесных братьев») в приграничных с Литовской ССР районах БССР.

## Организация и структура
Движение действовало в районах компактного проживания белорусских литовцев:
- Гродненская область: Сопоцкинский и Радунский районы;
- Молодечненская область: Островецкий, Свирский, Поставский, Ошмянский[2] районы;
- Полоцкая область: Видзовский район.

Подпольной борьбой на белорусских территориях руководил созданный Верховным комитетом освобождения Литвы и подчинявшийся непосредственно ему Верховный военно-повстанческий штаб, включая округ № 6 во главе с полковником бывшей литовской армии Юозасом Виткусом (подпольная кличка «Казимирайтис»). В округ были включены также сопредельные районы БССР, вместе с юго-восточной Литвой.
От Союза борцов за освобождения в белорусских регионах действовали подпольные формирования округа «Дайнава» области «Немунас» и формирования округа «Витаутас» области «Миндаугас».
Территория Белоруссии использовалась подпольщиками либо для укрытия, либо для совершения кратковременных налётов:32.

## Известные инциденты
Всего за период 1944—1953 годов только органами госбезопасности БССР было арестовано более 90 участников литовского антисоветского подполья. Среди известных инцидентов с повстанцами:
- Май 1948 года: раскрыта подпольная группа «Меркиса», командиром одного из формирований округа «Дайнава». Сотрудники госбезопасности БССР арестовали 6 человек.
- 1 декабря 1949 года: опергруппа Радунского райотдела Управления МГБ (УМГБ) в районе литовской деревни Балботы (Варенский район), в лесном болотистом массиве, обнаружила бункер, в котором скрывались два участника подпольного литовского формирования «Гражолиуса». В ходе перестрелки один повстанец был убит, а второй пленён.
- 21 февраля 1950 года: в деревне Оболи Видзовского района оперативно-войсковая группа попала в засаду подпольного формирования «Рокаса». В завязавшейся перестрелке погибли три бойца опергруппы и один ранен. Повстанцам удалось скрыться на территории Литовской ССР.
- 16 апреля 1950 года: опергруппой на хуторе Куели Свирского района в перестрелке был убит начальник штаба 5-го района отряда «Тиграс» Леонас Басис[лит.] по кличке «Аушрунас» (он же «Швитурис» или «Павасарис»).
- 8 мая 1950 года: в лесном массиве около деревни Зуброво Василишковского района советские силовики захватили командира взвода отряда «Казимирайтис» (округ «Дайнава») Стасиса Явайшиса («Гражолиуса») и трёх его подчинённых.
- 12 мая 1950 года: на Гродненщине сотрудниками госбезопасности были обнаружены и при попытке к бегству убиты два участника подпольной вооружённой группы «Гражоулиса» — Тадас Баублис («Лакунас») и Мария Явайшите («Эгле»).
- В ночь с 10 на 11 июля 1950 года: на Поставщине арестованы три участника подпольной литовской отряда «Рокаса».

## Отношение населения
По словам доктора исторических наук Геннадия Костырченко, местное белорусское население относилось к повстанцам с ненавистью и помогало властям в их обезвреживании.